# Il varco
Il varco è un film del 2019 diretto da Federico Ferrone e Michele Manzolini.
La pellicola è costruita con materiali d'archivio, sia ufficiali che inediti, della Seconda guerra mondiale. Il film è stato presentato in anteprima alla 76ª Mostra internazionale d'arte cinematografica di Venezia, nella sezione Sconfini. Nel 2020 la montatrice del film, Maria Fantastica Valmori, ha vinto il premio per il miglior montaggio agli European Film Awards.

## Trama
1941, un soldato italiano parte per il fronte sovietico. L'esercito fascista è alleato di quello nazista, la vittoria appare vicina. Il convoglio procede tra i canti e le speranze. La mente del soldato torna alla malinconia delle favole raccontategli dalla madre russa. A differenza di molti giovani commilitoni, lui ha già conosciuto la guerra, in Africa, e la teme. Il treno attraversa mezza Europa, avventurandosi nello sterminato territorio ucraino. All'arrivo dell'inverno l'entusiasmo cade sotto i colpi dei primi morti, del gelo e della neve. I desideri si fanno semplici: non più la vittoria, ma un letto caldo, del cibo, tornare a casa. L'immensa steppa spazzata dalla tormenta sembra popolata da fantasmi.

## Riconoscimenti
- 2019 Annecy cinéma italien: Menzione speciale della giuria.[3]
- 2020 Docs Barcelona: Premio "What the Doc".[4]
- 2020 Beyond Borders IDF - Castellorizo: Premio Miglior Documentario Storico.[5]
- 2020 European Film Awards per il miglior montaggio.[2]